# ルーシャス・ヘンダーソン
ルーシャス・ヘンダーソン（Lucius Henderson, 1861年6月8日 - 1947年2月18日）は、アメリカ合衆国の映画監督、俳優である。本名ルーシャス・ジュリアス・ヘンダーソン（Lucius Julius Henderson）、作品によってはルーシャス・J・ヘンダーソン（Lucius J. Henderson）とも名乗った。

## 人物・来歴
日本では文久4年にあたる1861年6月8日、アメリカ合衆国のイリノイ州アルドに「ルーシャス・ジュリアス・ヘンダーソン」として生まれる。
クラシック音楽の教育を受けた音楽家となるが、まだ20代であった1880年代に舞台俳優に転向する。1891年（明治24年）に米国で公演したピアニスト・イグナツィ・パデレフスキを風刺するようなヴォードヴィルで各地を回るようなこともしている。
1910年（明治43年）、ニューヨークのタンハウザー・カンパニーに入社、俳優として映画に出演し始める。1911年（明治44年）、「ルーシャス・J・ヘンダーソン」名義の名で監督した When Love Was Blind が記録に残る最古の監督作である。1913年（大正元年）には、一座を引き連れてカリフォルニア州ロサンゼルスに移ろうとするが、すぐにニューヨークに戻っている。
1915年（大正4年）、ユニヴァーサル・フィルム・マニュファクチュアリング・カンパニー（現在のユニバーサル・ピクチャーズ）に入社する。1916年（大正5年）にユニヴァーサル傘下に設立された製作会社・ブルーバード映画でも、同年、メアリー・フラーを主演に The Strength of the Weak を発表している。1917年（大正6年）、メアリー・フラー主演の To the Highest Bidder を最後に監督業を引退している。
1920年代には、各製作会社で俳優として出演した。
1942年（昭和17年）、ラムズ・クラブの最古参会員として、晩餐会が開かれ、表彰されている。
1947年（昭和22年）2月18日、ニューヨーク州ニューヨーク市で死去した。満85歳没。

## フィルモグラフィ
- When Love Was Blind : 1911年 - 「ルーシャス・J・ヘンダーソン」名義
- Adrift : 1911年 - 「ルーシャス・J・ヘンダーソン」名義
- The Imposter : 1911年 - 「ルーシャス・J・ヘンダーソン」名義
- The Lady from the Sea : 1911年 - 「ルーシャス・J・ヘンダーソン」名義
- Dr. Jekyll and Mr. Hyde : 1912年
- The Poacher : 1912年
- My Baby's Voice : 1912年
- The Star of the Side Show : 1912年
- An Easy Mark : 1912年
- The Baby Bride : 1912年
- When Mandy Came to Town : 1912年
- The Little Shut-In : 1912年
- Dottie's New Doll : 1912年
- Her Secret : 1912年
- On the Stroke of Five : 1912年
- Why Tom Signed the Pledge : 1912年
- The Night Clerk's Nightmare : 1912年
- The Twins : 1912年
- Farm and Flat : 1912年
- The Professor's Son : 1912年
- Doggie's Debut : 1912年
- Under Two Flags : 1912年
- The Merchant of Venice : 1912年
- Cousins : 1912年
- As Others See Us : 1912年
- Lucile : 1912年
- Undine : 1912年
- The Little Girl Next Door : 1912年
- Some Fools There Were : 1913年 - 「ルーシャス・J・ヘンダーソン」名義
- The Pretty Girl in Lower Five : 1913年 - 「ルーシャス・J・ヘンダーソン」名義
- When Dreams Come True : 1913I年 - 「ルーシャス・J・ヘンダーソン」名義
- The Way to a Man's Heart : 1913年 - 「ルーシャス・J・ヘンダーソン」名義
- His Heroine : 1913年 - 「ルーシャス・J・ヘンダーソン」名義
- Her Neighbor : 1913年 - 「ルーシャス・J・ヘンダーソン」名義
- An Honest Young Man : 1913年 - 「ルーシャス・J・ヘンダーソン」名義
- The Idol of the Hour : 1913年 - 「ルーシャス・J・ヘンダーソン」名義
- Won at the Rodeo : 1913年 - 「ルーシャス・J・ヘンダーソン」名義
- Cymbeline : 1913年 - 「ルーシャス・J・ヘンダーソン」名義
- Carmen : 1913年 - 「ルーシャス・J・ヘンダーソン」名義
- Tannhäuser : 1913年 - 「ルーシャス・J・ヘンダーソン」名義
- The Tomboy's Race : 1913年
- Salomy Jane : 1914年
- On Dangerous Ground : 1915年
- The Bribe : 1915年
- The Golden Spider : 1915年
- Mary's Duke : 1915年
- The Supreme Impulse : 1915年
- The Rustle of a Skirt : 1915年
- The Broken Toy : 1915年
- The Honor of the Ormsbys : 1915年
- The Blank Page : 1915年
- The Girl Who Had a Soul : 1915年
- A Witch of Salem Town : 1915年
- The Judgment of Men : 1915年
- A Daughter of the Nile : 1915年
- Circus Mary : 1915年 - 「ルーシャス・J・ヘンダーソン」名義
- The Little White Violet : 1915年
- Jeanne of the Woods : 1915年
- The Taming of Mary : 1915年
- Under Southern Skies : 1915年
- The Woman Who Lied : 1915年
- Li'l Nor'wester : 1915年
- The Tale of the 'C' : 1915年
- The Heart of a Mermaid : 1916年
- A Sea Mystery : 1916年
- Artistic Interference : 1916年
- Madame Cubist : 1916年
- The Strength of the Weak : 1916年
- The Little Fraud : 1916年
- Thrown to the Lions : 1916年
- The Girl Who Feared Daylight : 1916年
- The Huntress of Men : 1916年
- The Three Wishes : 1916年
- The Limousine Mystery : 1916年
- The Scarlet Mark : 1916年
- Behind the Veil : 1916年
- The Garden of Shadows : 1916年
- A Splash of Local Color : 1916年
- The Trail of Chance : 1916年
- Love's Masquerade : 1916年
- Cheaters : 1916年
- Stolen Honors : 1916年
- The Beautiful Impostor : 1917年
- The Untamed : 1917年
- To the Highest Bidder : 1917年
- Toilers of the Sea : 監督ロイ・ウィリアム・ニール、1923年 - 出演・役The Priest
- 『死線に立つ』 A Man Must Live : 監督ポール・スローン、1925年 - 出演・役Ross-Fayne
- 『動員一下』 The New Commandment : 監督ハワード・ヒギン、1925年 - 出演・役Henri Darcourt
- White Mice : 監督エドワード・H・グリフィス、1926年 - 出演・役General Rojas
- 『死線を潜りて』 The Great Deception : 監督ハワード・ヒギン、1926年 - 出演・役Burton
- Once in a Blue Moon : 監督・脚本ベン・ヘクト / チャールズ・マッカーサー、1935年 - 出演（ノンクレジット）

## 関連事項
- タンハウザー・カンパニー （en:Thanhouser Company）
- ラムズ・クラブ （en:The Lambs）

## 註
1. 1 2 3 4 5 6 7  Lucius Henderson, Internet Movie Database （英語）, 2010年4月19日閲覧。
2. 1 2 3 4 5 6  Lucius Henderson, allmovie （英語）, 2010年4月19日閲覧。
3. ↑  『ブルーバード映画の記録』 : 製作・著・発行山中十志雄・塚田嘉信、1984年4月、p.60-63.